# Ольга Палл
Ольга Палл  (нім. Olga Pall, 3 лютого 1947) — австрійська гірськолижниця, олімпійська чемпіонка.

## Виступи на Олімпіадах
| Олімпіада     | Дисципліна         | Місце |
| ------------- | ------------------ | ----- |
| Гренобль 1968 | швидкісний спуск   | 1     |
| Гренобль 1968 | гігантський слалом | 5     |
| Гренобль 1968 | слалом             | 9     |